# Mónica Bettencourt-Dias
Mónica Bettencourt-Dias (Lisboa, 1974), é uma bioquímica e bióloga celular portuguesa que lidera o grupo de investigação sobre a Regulação do Ciclo Celular no Instituto Gulbenkian de Ciência (IGC), do qual foi nomeada directora em 2018. 

## Biografia
Mónica Bettencourt Carvalho Dias, nasceu em 1974 e cresceu em Lisboa (Portugal). Quando era pequena queria ser astrofísica mas acabou por formar-se em bioquímica na Universidade de Lisboa. 
Após completar a licenciatura, foi seleccionada para um programa de doutoramento do Instituto Gulbenkian de Ciência, onde estudou biologia celular. Completou o doutoramento em bioquímica e biologia molecular em 2001 na  University College London. A sua investigação focou-se na regeneração das células do coração das salamandras. 
Ela matriculou-se em simultâneo na Universidade de Cambridge na Birkbeck College em Londres, para realizar a sua investigação pós-doutoramento. Esta incidia sobre as quinases, um tipo de enzima essencial para o metabolismo e a sinalização celular. Descobriu que a quinase PLK4 regula o número de centrossomas que um organismo desenvolve. Os seus estudos simultâneos eram sobre comunicação cientifica e tinham com objectivo melhorar a forma de como os cientistas comunicam com o público.
Após completar os seus estudos, regressou a Portugal em 2006 e abriu um laboratório no Instituto Gulbenkian de Ciência, dando continuidade ao seu trabalho de investigação sobre a formação dos centríolos, evolução e função fisiológica. 
Desde 2023, é membro correspondente da Classe de Ciências da Academia das Ciências de Lisboa (5.ª Secção - Ciências Biológicas).

## Reconhecimento
Em 2009 foi eleita Jovem Investigadora em 2009 pela Organização Europeia da Biologia Molecular (EMBO), da qual se tornou membro pleno em 2015. 
Em 2010, recebeu uma bolsa do European Research Council para investigar anomalias nos centríolos e como a variação das suas quantidades ou erros na divisão celular, podem conduzir ao desenvolvimento de tumores ou infertilidade. 
Mónica Bettencourt-Dias é directora do Instituto Gulbenkian de Ciência desde 1 de Fevereiro de 2018. 
Em Janeiro de 2022, foi nomeada Presidente da EU-LIFE, a aliança de institutos de investigação que advoga e promove investigação de excelencia na Europa.

## Prémios
O seu trabalho sobre a regulação celular tem sido premiado internacionalmente: 
2007 - Prémio Eppendorf Young European Investigator 
2012 - Prémio Pfizer 
2012 - Prémio Keith Porter da Sociedade Americana de Biologia Celular

## Artigos Científicos Seleccionados
É autora de inúmeros artigos científicos e editora de vários jornais e revistas dedicados à ciência. 
Entre os seus artigos destacam-se:
- Bettencourt-Dias, Mónica; Glover, David M (2007). "Nature Reviews. Molecular Cell Biology". Nature. London, England: Nature Publishing Group. 8 (6): 451–463. doi:10.1038/nrm2180. PMID 17505520.

- Bettencourt-Dias, Mónica; Carvalho-Santos, Zita (2008). "Double life of centrioles: CP110 in the spotlight".Trends in Cell Biology. 18 (1): 8–11. doi:10.1016/j.tcb.2007.11.002. PMID 18068367.

- Bettencourt-Dias, Mónica; Glover, David M (September 2009). "SnapShot: Centriole Biogenesis". Cell. 136 (1): 188.e1–188.e2. doi:10.1016/j.cell.2008.12.035. PMID 19135899.

- Bettencourt-Dias, Mónica; Hildebrandt, Friedhelm; et al. (2011). "Centrosomes and cilia in human disease".Trends in Genetics. 27 (8): 307–315. doi:10.1016/j.tig.2011.05.004. PMC 3144269. PMID 21680046.

- Bettencourt-Dias, Mónica (December 2013). "Q&A: Who needs a centrosome?". BMC Biology. 11 (1): 28. doi:10.1186/1741-7007-11-28. PMC 3623764. PMID 23578281.

## Ligações Externas
- As Mulheres na Ciência em Portugal | Entrevista com Mónica Bettencourt Dias
- Entrevista a Mónica Bettencourt Dias - Directora do Instituto Gulbenkian de Ciência (parte 1)
- ERC 10 years | Mónica Bettencourt Dias @IGCiencia